# Magdalene Heuvelmann
Magdalene Heuvelmann (* 1959 in Emmerich) ist eine Historikerin, Autorin und ehemalige Bürgermeisterin der Gemeinde Glandorf im Landkreis Osnabrück.

## Leben
Magdalene Heuvelmann wurde als fünftes von zehn Kindern in Emmerich geboren. Ihre Mutter war dort die erste Frau im Stadtrat von Emmerich. 1978 machte Magdalene Heuvelmann ihr Abitur am Neusprachlichen Gymnasium Haus Aspel in Rees, engagierte sich in der dortigen Pfarrei und in der Friedensbewegung. Sie studierte Geschichte, Pädagogik und Soziologie an der Westfälischen Wilhelms-Universität in Münster, an der Université de Pau et des Pays de l’Adour in Pau und an der Universität Bielefeld. 1987 schloss sie ihr Studium mit Magistra Artium ab und wurde 1988 Wissenschaftliche Mitarbeiterin an der Universität Münster. 1989 wurde sie Pädagogin der Jugendhilfe in Münster und 1993 Historikerin der Gemeinde Schöppingen. Seit 1994 ist Magdalene Heuvelmann freiberufliche Historikerin. 1999 promovierte sie an der Universität Münster im Fach Soziologie, mit den Nebenfächern Geschichte und Pädagogik zum Dr. Phil. Im selben Jahr gründete sie ihr Büro für historische Dienstleistungen Tradition hat Zukunft.
Magdalene Heuvelmann engagiert sich im Arbeitskreis zur Erforschung der NS-„Euthanasie“ und Zwangssterilisation zur gesellschaftlichen Aufarbeitung dieses Teils der nationalsozialistischen Vernichtungspolitik.
2014 wurde Magdalene Heuvelmann, als unabhängige Kandidatin, zur ersten Bürgermeisterin der Gemeinde Glandorf im Landkreis Osnabrück gewählt. 2022 trat sie zur Wiederwahl an, bei der sie im ersten Wahlgang unterlag.
Magdalene Heuvelmann wohnt mit ihrem Sohn auf einem ehemaligen Hof in Schwege.

## Werke
- 1988: Dokumentation Tag der Frauenforschung : 2. Juli 1988 / Westfälische Wilhelms-Universität Münster. Hrsg. vom Rektorat der Westfälischen Wilhelms-Universität, Münster. Red.: Koordinationsstelle Frauenforschung
- 1994: Diesseits der Baumberge: Schöppinger Geschichte(n); 1914 - 1960. Gemeinde Schöppingen
- 1996: 75 Jahre WohnungsGesellschaft Münsterland : 1922 - 1997. Wohnungsgesellschaft Münsterland, ISBN 3-00-000974-4
- 1999: Auf dem Weg zur Abschaffung der weiblichen Mutterschaft? : deutschsprachige akademische Gynäkologie 1920 bis 1939. Mabuse-Verlag Frankfurt, ISBN 3-933050-32-4
- 2013: Wer in einer Gottesferne lebt, ist im Stande, jeden Kranken wegzuräumen : "geistliche Quellen" zu den NS-Krankenmorden in der Heil- und Pflegeanstalt Irsee. Grizeto Verlag, ISBN 978-3-9812731-8-2
- 2015: Das Irseer Totenbuch – chronologisches Toten-Register der Heil- und Pflegeanstalt Irsee 1849 bis 1950. Grizeto Verlag Irsee, ISBN 978-3-9816678-2-0